# Red River (1948)

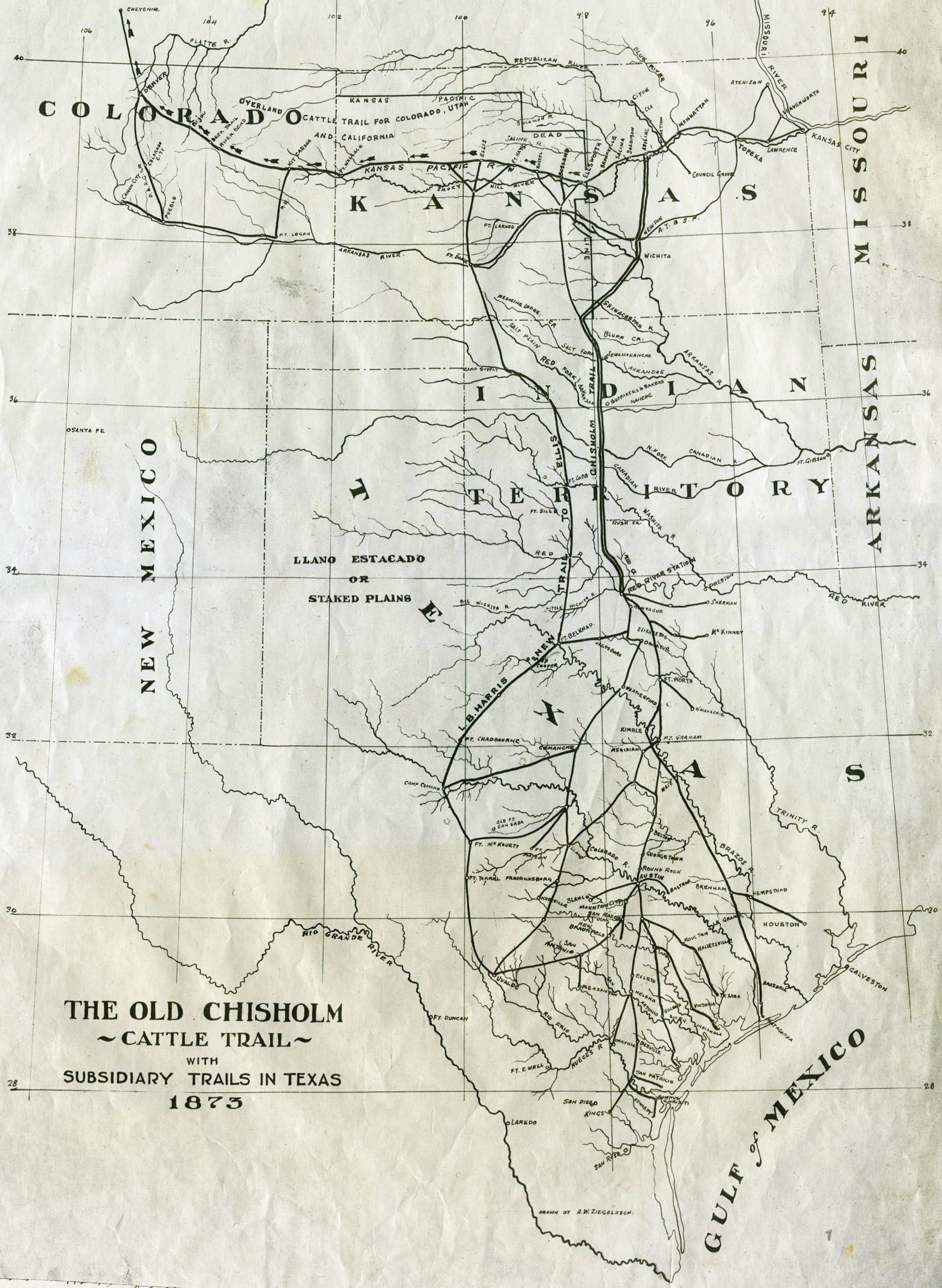
De Chisholm Trail

Red River is een Amerikaanse westernfilm uit 1948, geregisseerd door Howard Hawks. De film behandelt het fictieve eerste veetransport van Texas naar Kansas. De hoofdrollen worden gespeeld door John Wayne, Montgomery Clift, Joanne Dru, Walter Brennan, Coleen Gray, Harry Carey, John Ireland, Hank Worden, Noah Beery, Jr. en Harry Carey, Jr..

## Verhaal
De film draait om Thomas Dunson, een koppige man die koste wat het kost een succesvolle ranch wil beginnen in Texas. Samen met Nadine Groot vertrekt hij richting deze staat. Kort na hun vertrek hoort Dunson dat zijn geliefde tijdens zijn afwezigheid is gedood tijdens een aanval van comaches. Ondanks dit verlies wil Dunson de reis toch voortzetten. Wanneer hij en Groot Matthew Garth, een weesjongen tegenkomen, adopteert Dunson hem.
Via de Red River arriveert het drietal in Texas. Dunson wil het land waar ze komen claimen als zijn eigen, maar twee Mexicanen vertellen hem dat hun baas dit land al bezit. Dunson schiet een van de twee dood en draagt de ander op om aan zijn baas door te geven dat het land nu van hem is. Hij hernoemt het landgoed Red River D, vernoemd naar zowel de Red River als zijn vee.
14 jaar later is Dunsons ranch uitgegroeid tot een succesvol bedrijf. Samen met Matt en Groot heeft hij nu een kudde weten te krijgen van meer dan 10.000 koeien. De Amerikaanse Burgeroorlog heeft hem echter financieel zwaar getroffen. Daar de veeprijzen in Texas hem tegenstaan, besluit hij met de hele kudde naar Missouri te vertrekken, waar hij mogelijk een betere prijs kan krijgen voor zijn vee. Hij huurt wat extra mannen in om hem met het transport te helpen, waaronder de scherpschutter Cherry Valance.
De reis naar het noorden is niet zonder gevaar; ze komen meerdere obstakels tegen, waaronder een stampede. Bovendien neemt Dunson met zijn gedrag de anderen tegen zich in. Zo probeert hij twee mannen, die ertussenuit probeerden te knijpen, te lynchen. Hierop keert Matt zich tegen zijn adoptiefvader en neemt samen met de anderen het bevel over het transport over. Dunson wordt achtergelaten, maar is niet van plan het erbij te laten zitten.
Op weg naar Abilene moeten Matt en zijn mannen een aanval van indianen afslaan. Hierbij redden ze het leven van Tess Millay, een jonge vrouw die verliefd wordt op Matt. Op een nacht, tijdens een regenbui, vertrekt Matt onverwacht. Tess blijft achter en loopt niet veel later Dunson tegen het lijf. Ze probeert hem zover te krijgen dat hij Matt vergeeft, maar hij weigert. Wanneer Matt in Abilene arriveert, vindt hij een groep mannen die met smart zaten te wachten op de komst van een grote kudde, en het vee maar wat graag willen kopen. Matt accepteert hun aanbod en voltooit zo, zonder het te weten, het eerste grote veetransport langs een route die later zal uitgroeien tot de Chisholm Trail.
Dan arriveert ook Dunson en er breekt een gevecht uit tussen hem en Matt. Dit gevecht wordt onderbroken door Tess, die eindelijk erin slaagt beiden hun fouten te laten inzien. De twee leggen hun onenigheid bij en Dunson geeft zijn zegen aan het huwelijk tussen Matt en Tess.

## Rolverdeling
| Acteur           | Personage            |
| ---------------- | -------------------- |
| John Wayne       | Thomas Dunson        |
| Montgomery Clift | Matthew 'Matt' Garth |
| Joanne Dru       | Tess Millay          |
| Walter Brennan   | Nadine Groot         |
| Coleen Gray      | Fen                  |
| Harry Carey      | Mr. Melville         |
| John Ireland     | Cherry Valance       |
| Noah Beery, Jr.  | Buster McGee         |
| Harry Carey Jr.  | Dan Latimer          |
| Chief Yowlachie  | Quo                  |
| Paul Fix         | Teeler Yacey         |
| Hank Worden      | Sims Reeves          |
| Ray Hyke         | Walt Jergens         |
| Wally Wales      | Old Leather          |

## Achtergrond
Red River werd opgenomen in 1946, maar pas in 1948 uitgebracht.
Beeldmateriaal uit Red River werd later hergebruikt in de opening van Waynes laatste film, The Shootist.
In 1990 werd de film opgenomen in het National Film Registry als zijnde cultureel, historisch en esthetisch significant.

## Prijzen en nominaties
In 1949 werd Red River genomineerd voor vier prijzen:
- Twee Academy Awards:
  - Beste filmmontage
  - Beste script

- De DGA Award voor Outstanding Directorial Achievement in Motion Pictures

- De WGA Award voor best geschreven Amerikaanse western.